# Gravigny
Gravigny är en kommun i departementet Eure i regionen Normandie i norra Frankrike. Kommunen ligger i kantonen Évreux-Nord som tillhör arrondissementet Évreux. År 2022 hade Gravigny 4 016 invånare.

## Befolkningsutveckling
Antalet invånare i kommunen Gravigny
Referens:INSEE